# ساق

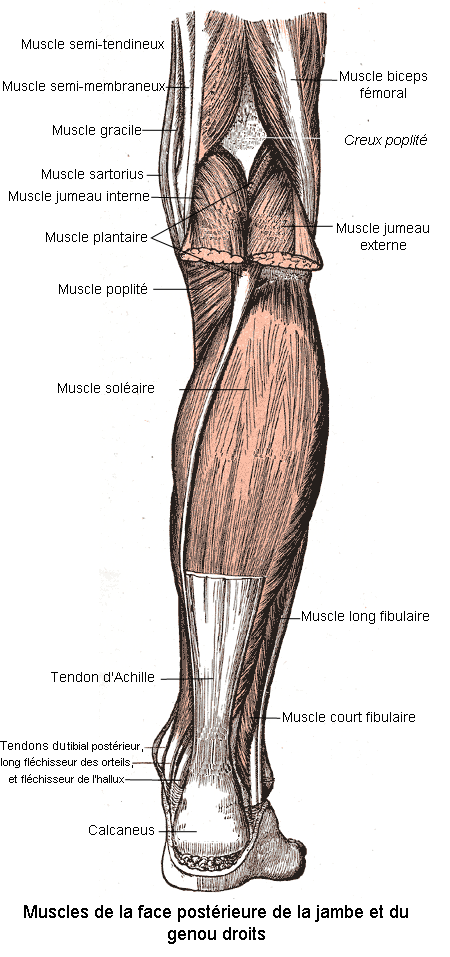
ماهیچه‌های ساق پا

ساق بخشی از اندام تحتانی است که بین زانو و قوزک جای گرفته است. دو استخوان نازک‌نی و درشت‌نی در ساق قرار دارند. عصب‌ها، رگ‌ها و ماهیچه‌های متعددی در ساق وجود دارند.
ستون مرکزی ساق از دو استخوان به نام‌های درشت‌نی (تیبیا) و نازک‌نی (فیبولا) تشکیل شده است. درشت‌نی همان‌طور که از نامش پیدا است، استخوان بزرگتر ساق است و قسمت اعظم نیروهایی که به ساق وارد می‌شوند را تحمل می‌کند. نازک‌نی در کنار درشت‌نی قرار گرفته و هم در بالا یعنی نزدیک زانو و هم در پایین یعنی بالای مچ پا با استخوان درشت‌نی مفصل می‌شود.

## کالبدشناسی
عضلات اطراف ساق در دسته‌هایی قرار گرفته‌اند، به طوری‌که اطراف هر دسته پرده‌های بافتی محکمی از نوع نیام (فاسیا) قرار گرفته و آن دسته را از دسته‌های دیگر جدا می‌کند. به هر کدام از این دسته‌ها محفظه (کمپارتمان) می‌گویند. ساق چهار کمپارتمان دارد:
- کمپارتمان قدامی (جلویی)
- کمپارتمان خارجی
- کمپارتمان خلفی (پشتی) سطحی
- کمپارتمان خلفی عمقی

کمپارتمان خلفی یا پشتی ساق دو قسمت دارد. یک قسمت آن سطحی بوده و در زیر پوست قرار دارد. قسمت اعظم حجم عضلات پشت ساق را این دسته از عضلات تشکیل می‌دهند. دسته دوم عضلات خلفی ساق کمپارتمان پشتی عمقی است که در زیر کمپارتمان سطحی قرار دارد. حجم این عضلات نسبت به دسته قبلی کمتر است.

### محفظه پیشین
محفظه پیشین (کمپارتمان قدامی) سطحی ساق از چهار عضله تشکیل شده است. وظیفه عضلات این کمپارتمان بالا آوردن پا به سمت بالا است که به آن دورسی فلکشن می‌گویند. این عضلات از عصب پرونئال عمقی عصب‌گیری کرده و از سرخرگ درشت‌نئی پیشین تغذیه می‌شوند. عضلات این کمپارتمان عبارتند از:

#### ماهیچه درشت‌نئی پیشین
ماهیچه درشت‌نئی پیشین (تیبیالیس قدامی) در بالا از سطح خارجی استخوان درشت‌نی منشأ گرفه و زردپی آن در پایین به متاتارس اول و استخوان کونئیفرم داخلی در کف پا می‌چسبد. این عضله با انقباض خود پا را دورسی فلکس و اینورت (اینورژن به معنای متمایل شدن کف پا به سمت داخل است) می‌کند.

#### بازکننده بلند شست
ماهیچه دراز بازکننده شست پا یا (اکستانسور هالوسیس لانگوس) ماهیچه نازکی است که میان ماهیچه درشت‌نئی پیشین و ماهیچه دراز بازکننده انگشتان پا و در جلوی ساق قرار گرفته است. وظیفه اصلی این عضله دورسی فلکشن یعنی بالا آوردن شست پا است. این عضله در بالا به جلوی استخوان نازک‌نی می‌چسبد و بعد از پایین آمدن در پایین زردپی آن بعد از عبور از مچ پا به بند انتهایی انگشت شست پا متصل می‌شود.

#### بازکننده بلند انگشتان
ماهیچه دراز بازکننده انگشتان پا در بالا از لقمه خارجی درشت‌نی و از استخوان نازک‌نی منشأ گرفته و بعد از پایین آمدن، زردپی آن بعد از عبور از مچ پا به چهار شاخه تقسیم شده و هر شاخه از آن به بندهای دیستال و وسطی چهار انگشت پا (بجز شست) می‌چسبد. وظیفه این عضله دورسی فلکشن یعنی به بالا آوردن چهار انگشت پا به‌جز شست است.

#### ماهیچه نازک‌نئی طرفی
ماهیچه نازک‌نئی طرفی (فیبولاریس ترتیوس) از سطح قدامی پایین استخوان نازک‌نی منشأ گرفته و زردپی آن در پایین به سطح پشتی متاتارس پنجم می‌چسبد. وظیفه این عضله دورسی فلکشن پا است. البته این عضله در مقایسه با سه عضله دیگر کوچک و نسبتاً ضعیف است.

### کمپارتمان خارجی
این کمپارتمان عضلات فیبولاریس (fibularis muscles (longus, brevis)) عضله فیبولاریس بلند و کوتاه را در بر می‌گیرد.

#### ماهیچه نازک‌نئی بلند
ماهیچه نازک‌نئی بلند (عضله فیبولاریس بلند) یا پرونئوس بلند در سطح خارجی نازک‌نی و ساق پا قرار دارد. عمل این عضله اورشن و پلانتار فلکسیون مچ است. تاندون انتهایی (ماهیچه نازک‌نئی بلند) در طبقه چهارم عضلات اینترنسیک کف پا قرار می‌گیرد.

#### ماهیچه نازک‌نئی کوتاه
ماهیچه نازک‌نئی بلند (عضله فیبولاریس کوتاه) یا پرونئوس کوتاه در سطح خارجی نازک‌نی و ساق پا قرار دارد. تاندون عضله پرونئوس برویس (ماهیچه نازک‌نئی کوتاه) جزو عضلات بیرونی (اکسترنسیک) کف پا است.

### کمپارتمان خلفی (پشتی) سطحی
این کمپارتمان سه عضله دارد

#### ماهیچه دوقلو
ماهیچه دوقلو (عضله گاستروکنمیوس) ماهیچه بسیار قوی است که در زیر پوست پشت ساق قرار دارد. این عضله در بالا دو سر دارد که به سطح پشتی کندیل‌های استخوان ران در بالای ران متصل می‌شوند. سپس عضله پس از پایین آمدن از ساق تبدیل به تاندون می‌شود و بعد از یکی شدن با تاندون عضله سولئوس تاندون آشیل را درست می‌کند. تاندون آشیل به پشت استخوان پاشنه می‌چسبد. این عضله موجب پلانتار فلکشن یا به پایین آمدن پا می‌شود و نقش بسیار مهمی در راه رفتن، دویدن و جهیدن دارد. انقباض این عضله همچنین می‌تواند موجب فلکشن یا خم شدن مفصل زانو شود. این عضله از عصب تیبیال عصب‌گیری می‌کند. گاهی عضله گاستروکنمیوس همراه با عضله سولئوس را یک عضله به نام تری سپس یا سه سر می‌نامند.

#### ماهیچه نعلی
ماهیچه نعلی (عضله سولئوس) در بالا به سطح پشتی استخوان‌های درشت‌نی و نازک‌نی چسبده و بعد از پایین آمدن تاندون آن با تاندون عضله گاستروکنمیوس یکی شده و تاندون آشیل را به وجود می‌آورد. وظیفه این عضله پلانتار فلکشن پا است. این عضله همچنین با تحت فشار قرار دادن وریدهای ساق خون سیاهرگی را به سمت بالا و بطرف قلب پمپ می‌کند.

#### ماهیچه کف‌پایی
خاستگاه ماهیچه کف‌پایی (عضله پلانتاریس) در بالا از پشت کندیل خارجی استخوان ران است و در پایین به تاندون آشیل می‌چسبد و این عضله نازک و ضعیف بوده و در بعضی افراد وجود ندارد. یک خم‌کننده ضعیف پا به پایین بوده و عصب آن عصب تیبیال است.

### کمپارتمان خلفی عمقی
این کمپارتمان در زیر کمپارتمان سطحی خلفی قرار گرفته و از چهار عضله تشکیل شده است که عبارتند از:

#### ماهیچه درشت‌نئی پسین
ماهیچه درشت‌نئی پسین (تیبیالیس خلفی) به سطح پشتی استخوان‌های درشت‌نی و فیبولا چسبیده و سپس تاندون آن در پایین از پشت قوزک داخلی عبور کرده و به چند شاخه تقسیم شده و به سطح زیرین متاتارس‌های ۲ و ۳ و ۴ و استخوان‌های ناویکولر و کونئیفرم و کوبوئید می‌چسبد. انقباض این عضله موجب اینورژن و پلانتار فلکشن پا می‌شود. ماهیچه درشت‌نئی پسین نقش مهمی در پایدار کردن مچ پا دارد. عصب آن از عصب درشت‌نئی بوده و از شریان تیبیال پشتی تغذیه می‌کند.

#### ماهیچه دراز خم‌کننده انگشتان
ماهیچه دراز خم‌کننده انگشتان پا در بالا از سطح پشتی استخوان درشت نی منشأ گرفته و بعد از پایین آمدن، تاندون آن بعد از عبور از پشت قوزک داخلی و کف پا به بند انتهایی انگشتان پا بجز شست متصل می‌شود. انقباض این عضله موجب خم شدن انگشتان مربوطه می‌شود. عصب آن از تیبیال و شریان آن تیبیال خلفی است.

#### ماهیچه دراز خم‌کننده شست
ماهیچه دراز خم‌کننده شست پا در بالا به سطح پشتی استخوان نازک‌نی چسبیده و بعد از پایین آمدن تاندون آن از زیر درشت‌نی و سپس زیر قاپ (تالوس) و استخوان پاشنه عبور کرده و پس از عبور از کف پا به سطح زیرین بند انتهایی انگشت شست پا می‌چسبد. انقباض آن موجب خم شدن شست پا به پایین می‌شود. عصب آن از تیبیال و شریان آن از شریان پرونئال است.

#### ماهیچه گودی زانویی
ماهیچه گودی زانویی (عضله پوپلیته) در بالا از سطح خارجی کندیل خارجی استخوان ران منشأ گرفته و در پایین به سطح پشتی استخوان تیبیا یا درشت نی می‌چسبد. انقباض این عضله موجب خم شدن زانو و چرخش ساق به داخل می‌شود. عصب آن از عصب تیبیال بوده و از شریان پوپلیته تغذیه می‌کند.

## رگ‌ها و عصب‌ها

### عروق و اعصاب مجاور با استخوان‌های تیبیا و فیبولا

#### شریان تیبیال قدامی (Ant Tibial.A)
این شریان، شاخه شریان پوپلیتئال می‌باشد که در کنار تحتانی عضله پوپلیتئوس از این شریان (شریان پوپلیتئال) منشعب می‌شود. این شریان به طرف پایین جهت می‌گیرد و پس از عبور از مچ پا، تبدیل به شریان پشت پایی (Dorsalis pedis.A) می‌شود.

#### شریان تیبیال خلفی (Post Tibial.A)
این شریان، شاخه شریان پوپلیتئال می‌باشد که در کنار تحتانی عضله پوپلیتئوس از این شریان (شریان پوپلیتئال) منشعب می‌شود. این شریان به طرف پایین جهت می‌گیرد و پس از عبور از خلف قوزک داخلی و قسمت تحتانی فلکسور رتیناکولوم، تبدیل به شریان‌های پلانتار داخلی و خارجی (Med & Lat Plantar.A) می‌شود.

#### شریان پرونئال (Peroneal.A)
این شریان، شاخه شریان تیبیال خلفی بوده که با عبور از خلف استخوان فیبولا، به شاخه‌های عضلانی، سوراخ کننده و تغذیه کننده استخوان فیبولا تقسیم می‌شود.

#### ورید صافنوس بزرگ (Great saphenous.V)
این ورید از بهم پیوستن قسمت داخلی قوس وریدی دورسال (Dorsal venous arch) و ورید مارژینال داخلی (Medial Marginal.V) تشکیل می‌شود. این ورید با عبور از قدام قوزک داخلی به سمت بالا جهت می‌گیرد و سرانجام به ورید فمورال ملحق می‌شود.

#### ورید صافنوس کوچک (Small saphenous.V)
این ورید از بهم پیوستن قسمت خارجی قوس وریدی دورسال (Dorsal venous arch) و ورید مارژینال خارجی (Lateral Marginal.V) تشکیل می‌شود. این ورید با عبور از خلف قوزک خارجی به سمت بالا جهت می‌گیرد و سرانجام به ورید پوپلیتئال تخلیه می‌شود.

#### عصب پرونئال مشترک (Common peroneal.N)
این عصب، شاخهای از عصب سیاتیک می‌باشد که به سمت خارج و اطراف گردن استخوان فیبولا رفته و در عمق عضله پرونئوس لانگوس، به شاخه‌های پرونئال عمقی و سطحی تقسیم می‌شود.

### عصب پشت‌ساقی(سورال)
این عصب، شاخه‌ای از عصب درشت‌نئی است. این عصب قسمت تحتانی خلف ساق پا و کنار خارجی پا را عصب دهی می‌کند.

### عصب صافنوس (Saphenous.N)
این عصب، شاخهای از عصب فمورال می‌باشد که کنار داخلی ساق و پا را عصب دهی می‌کند.

### عصب تیبیال (Tibial.N)
این عصب، شاخهای از عصب سیاتیک می‌باشد. این عصب با عبور از زیر فلکسور رتیناکولوم، به دو شاخه پلانتار داخلی و خارجی (Med & Lat Plantar.N) تقسیم می‌شود.

### نکات مهم در مورد عروق و اعصاب مجاور با استخوان‌های درشت‌نی و نازک‌نس
- شریان تغذیه‌ای به درشت‌نی، شریان تیبیال خلفی می‌باشد.
- شریان پوپلیته‌آل به دو شاخه شریان تیبیال قدامی و خلفی تقسیم می‌شود که شریان تیبیال خلفی از شریان تیبیال قدامی بزرگتر بوده و نبض آن را می‌توان در حدود ۲_ ۲/۵ سانتیمتری قسمت خلفی و تحتانی قوزک داخلی (یا بین قوزک داخلی و استخوان پاشنه) حس کرد.
- رابط بین ورید سطحی و ورید عمقی، ورید سوراخ کننده (Perforating vein) می‌باشد.
- بیماری واریس (Varicos disease): این بیماری در اثر تخریب دریچه‌های لانه کبوتری ایجاد می‌شود که در این صورت وریدهای سطحی اندام تحتانی گشاد شده و خون در آن ناحیه تجمع یافته و در گردش خون اختلال ایجاد می‌شود.
- معمولاً از ورید صافنوس بزرگ برای پیوند عروقی در بیماری‌های انسدادی عروق تغذیه کننده قلب (کرونر) و شریان‌های براکیال استفاده می‌کنند.
- ورید تیبیال قدامی و تیبیال خلفی، وریدهای عمقی ناحیه ساق پا می‌باشند.
- ورید صافنوس بزرگ و صافنوس کوچک، وریدهای سطحی ناحیه ساق پا می‌باشند.
- با توجه به اینکه عصب پرونئال مشترک، سطحی می‌باشد، لذا احتمال آسیب آن نسبت به سایر اعصاب اندام تحتانی بیشتر می‌باشد. تکنیک‌های تصویربرداری پزشکی از ناحیه Leg و مفصل Ankle: A) رادیوگرافی از ناحیه Leg و مفصل Ankle: رادیوگرافی از استخوان‌های ناحیه Leg و مفصل Ankle در دو وضعیت AP & Lateral صورت می‌گیرد. معمولاً از روش Lateral برای بررسی اجسام خارجی و شکستگی همراه با جابجایی استفاده می‌کنند. B) توموگرافی کامپیوتری (CT Scan) از ناحیه Leg و مفصل Ankle: از این روش برای ارزیابی توسعه تومورها و صدمات استخوانی استفاده می‌کنند. C) تصویربرداری به روش تشدید مغناطیسی (MRI) از ناحیه Leg و مفصل Ankle: معمولاً از این روش برای بررسی تاندون‌ها در هنگام آسیب‌های تاندونی و ضایعات استفاده می‌شود.

## مفصل‌ها

### مفاصل مربوط به درشت‌نی و نازک‌نی
استخوان درشت‌نی در تشکیل مفاصل زانو، مچ پا، تیبیوفیبولار فوقانی و تیبیوفیبولار تحتانی شرکت می‌کند. استخوان فیبولا در تشکیل مفاصل مچ پا، تیبیو فیبولار فوقانی و تیبیو فیبولار تحتانی شرکت می‌کند. با قرار گرفتن سر استخوان فیبولا در رویه مفصلی سطح خلفی کوندیل خارجی استخوان درشت‌نی، مفصل درشت‌نئی‌نازک‌نئی (تیبیوفیبولار) بالایی شکل می‌گیرد. در سطح خارجی انتهای دیستال استخوان درشت‌نی، بریدگی نازک‌نئی قرار دارد که با انتهای دیستال استخوان فیبولا مفصل می‌شود که در این صورت مفصل درشت‌نئی‌نازک‌نئی پاینیی شکل می‌گیرد. سطح خارجی قوزک داخلی و سطح داخلی قوزک خارجی با استخوان تالوس مفصل می‌شوند. مفصل مچ پا از انتهای دیستال استخوان درشت‌نی، قوزک داخلی، قوزک خارجی و سه سطح مفصلی داخلی، خارجی و فوقانی استخوان تالوس تشکیل می‌شود.

#### نکات مهم در مورد مفاصل ناحیه پا و مفصل قوزک
- به غشای بین استخوانی که بین تنه استخوان‌های تیبیا و فیبولا قرار دارد، مفصل درشت‌نئی‌نازک‌نئی میانی نیز گفته می‌شود. این مفصل توسط عصب پوپلیتئوس عصب دهی می‌شود.
- در صورت پیچ‌خوردگی مفصل مچ پا به سمت خارج، رباط‌های سمت داخلی مچ پا آسیب می‌بینند و در صورت پیچ خوردگی مفصل مچ پا به سمت داخل، لیگامان‌های سمت خارجی مچ پا آسیب می‌بینند.
- دو حرکت اصلی در مفصل مچ پا عبارت است از: الف) دورسی فلکشن (Dorsi flexion): در این حالت، جلوی پا بالا آمده و زاویه بین محور طولی انتهای دیستال ساق پا (جلوی ساق) با محور طولی پا (پشت پا) کاهش می‌یابد (کمتر از ۹۰درجه)

### پلانتار فلکشن (Plantar flexion)
در این حالت، جلوی پا پایین رفته و زاویه بین محور طولی انتهای دیستال ساق پا (جلوی ساق) با محور طولی پا (پشت پا) افزایش می‌یابد (بیشتر از ۹۰درجه). ۴)معمولاً دررفتگی مچ پا، با شکستگی قوزک داخلی یا خارجی توأم می‌باشد. ۵) مفصل مچ پا جزء مفاصل پایدار بدن محسوب می‌شود. پایداری مفصل به دلیل عمیق بودن حفره تالوتیبیال و تقویت مفصل توسط رباط‌های دالی (دلتوئید)، پاشنه‌ای‌نازک‌نئی (کالکانئوفیبولار)، قاپی‌نازک‌نئی (تالوفیبولار) پیشین و پسین می‌باشد.

## پیوند به ماهیچه‌ها و رباط‌ها

### پیوند ماهیچه‌ها و رباط‌ها به استخوان‌های درشت‌نی و نازک‌نی
- عضله نیمه غشایی (سمی ممبرانوس) (Semimembranosus.m): این عضله به سطح خلفی کوندیل داخلی درشت‌نی می‌چسبد.
- عضله پرونئوس لانگوس (Proneus Longus.m): مبدأ این عضله، ثلث فوقانی سطح خارجی تنه نازک‌نی می‌باشد.
- عضله پرونئوس برویس (Proneus Brevis.m): مبدأ این عضله، ثلث میانی و تحتانی سطح خارجی تنه نازک‌نی می‌باشد.
- عضله پرونئوس ترتیوس (Proneus Tertius.m): مبدأ این عضله، قسمت قدامی تنه استخوان فیبولا و غشای بین استخوانی می‌باشد.
- عضله اکستنسور دیژیتوروم لانگوس (Extensor Digitorum Longus.m): مبدأ این عضله، قسمت قدامی تنه نازک‌نی و غشای بین استخوانی می‌باشد.
- عضله اکستنسور هالوسیس لانگوس (Extensor Hallucis Longus.m): مبدأ این عضله، قسمت قدامی سطح داخلی تنه استخوان نازک‌نی و غشای بین استخوانی می‌باشد.
- عضله تیبیالیس قدامی (Tibialis Anterior.m): مبدأ این عضله، قسمت فوقانی سطح خارجی تنه درشت‌نی و غشای بین استخوانی می‌باشد.
- عضله تیبیالیس خلفی (Tibialis Posterior.m): مبدأ این عضله، قسمت فوقانی سطح خلفی تنه استخوان تیبیا، غشای بین استخوانی و تنه فیبولا می‌باشد.
- عضله سولئوس (Soleus.m): مبدأ این عضله، خط سولئال (نعلی)، تنه درشت‌نی و تنه نازک‌نی می‌باشد.
- عضله فلکسور دیژیتوروم لانگوس (Flexor Digitorum Longus.m): مبدأ این عضله، قسمت خلفی تنه استخوان تیبیا (قسمت تحتانی خط نعلی) می‌باشد.
- ماهیچه دراز خم‌کننده شست پا: مبدأ این عضله، قسمت تحتانی سطح خلفی تنه نازک‌نی می‌باشد.
- لیگامان پاتلار (Patellar Lig): این عضله به Tibial Tuberosity می‌چسبد.
- عضله گرأسیلیس (Gracilis.m): این عضله به قسمت فوقانی سطح داخلی تنه استخوان تیبیا می‌چسبد.
- عضله سارتوریوس (Sartorius.m): این عضله به قسمت فوقانی سطح داخلی تنه درشت‌نی می‌چسبد.
- عضله نیمه وتری (سمی تندینوسوس) (Semitendinosus.m): این عضله به قسمت فوقانی سطح داخلی تنه استخوان درشت‌نی (قسمت تحتانی عضله گرأسیلیس) می‌چسبد.
- لیگامان تالو فیبولار قدامی (Ant Talofibular Lig): به سطح داخلی و کنار قدامی قوزک خارجی می‌چسبد.
- لیگامان کالکانئو فیبولار (Calcaneofibular Lig): به قسمت تحتانی قوزک خارجی می‌چسبد.
- رباط دالی (دلتوئید): به کنار قدامی قوزک داخلی می‌چسبد.[۱۲]

#### نکات مهم در مورد ماهیچه‌ها و رباط‌های ناحیه پا
- غشای بین استخوانی (Interosseous membrane) به کنار خارجی استخوان درشت‌نی و کنار داخلی استخوان نازک‌نی می‌چسبد.
- رتیناکولوم‌ها همان فاسیای عمقی هستند که ضخیم شده‌اند و عملکرد آنها، نگه داشتن تاندون‌ها در جای خود (اطراف مفصل مچ پا) می‌باشد.
- نگهدار بالایی بازکننده پا (اکستنسور رتیناکولوم فوقانی پا): نوار پهنی است که در قسمت فوقانی مچ پا قرار دارد و از داخل به قسمت تحتانی لبه قدامی استخوان درشت‌نی و از خارج به قسمت تحتانی لبه قدامی استخوان نازک‌نی متصل می‌باشد.
- نگهدار پایینی بازکننده پا: نواری به شکل Y بوده که در قسمت قدامی مفصل مچ پا قرار دارد (تنه Y در طرف خارج و بازوهای Y در طرف داخل قرار دارند.
- عضله تیبیالیس خلفی، عمقی‌ترین عضله خلف ساق می‌باشد.
- رباط ACL به ناحیه میان‌لقمه‌ای قدامی واقع در انتهای پروگزیمال استخوان درشت‌نی می‌چسبد.
- رباط PCL به ناحیه میان‌لقمه‌ای خلفی واقع در انتهای پروگزیمال استخوان درشت‌نی می‌چسبد.